# Ito Roque
Adilson Roque, também conhecido com a alcunha Ito Roque (Araraquara, 3 de julho de 1968) é um ex-futebolista e atual treinador de futebol brasileiro. Atualmente está no Mixto EC.
Foi eleito o melhor técnico do EC Taubaté entre 2010 e 2019, pelo site GE.

## História

### Jogador
Ito começou no futebol nas categorias de base da Ferroviária, clube da cidade de Araraquara, sua cidade natal. Ito foi profissionalizado em 1990, quando atuou no União Bandeirante. Retornou a Ferroviária em 1992.
Também teve passagens pelo Independente de Limeira, Paulista de Jundiaí, Rio Preto.
No Taubaté foi contratado no ano 2000 para a disputa do Campeonato Paulista da Série A-3.
Ainda esteve no futebol do exterior, tendo atuado no Al-Ittihad do Catar e no Kuala Lumpur da Malásia.
Ito encerrou a carreira em 2001, quando foi atleta do São José-SP.

### Técnico
Ito Roque começou a carreira na parte técnica como assistente da Ferroviária entre os anos de 2002 e 2004.
Começou como técnico no CRAC, de Catalão, em 2005.
Teve experiência no comando do Al-Arabi, clube dos Emirados Árabes Unidos. Passou ainda por Mirassol, Atlético Sorocaba e Canedense, em março de 2010.
Teve ainda a primeira grande conquista na Penapolense, aonde alcançou a fase semifinal da Copa Paulista de 2010 e o título do Campeonato Paulista da Série A-3 de 2011.
Após o trabalho, teve passagem pela Ferroviária e Mixto, onde, em 2013, ficou a um jogo do acesso na Série D do Campeonato Brasileiro.
No Rio Preto, realizou boa campanha na primeira fase da Série A-3 de 2014, mas com fraco desempenho no quadrangular semifinal, o que impediu de conseguir acesso à Série A-2.
Ainda em 2014 dirigiu o Rio Verde no Campeonato Goiano de Futebol da Segunda Divisão.
No final de 2014, assumiu o comando da Matonense, equipe que foi promovida para a disputa da Série A-2 de 2015. Mas os maus resultados e uma sequência de três derrotas consecutivas levou o técnico pedir demissão do clube de Matão em fevereiro.
Logo foi contratado pelo Taubaté para a sequência da disputa do Campeonato Paulista da Série A-3. Após 17 partidas, com 11 vitórias, quatro empates e três derrotas, o Burro da Central conquistou o título da competição, ao vencer o Votuporanguense por 4 x 0 no dia 31 de maio na segunda partida da final, após derrota por 3 x 0 na primeira partida da decisão.
No final do mês de setembro, Ito foi contratado pelo Sertãozinho para o comando da equipe que irá disputar o Campeonato Paulista da Série A-3 de 2016. Deixa o clube em março de 2016, após 11 jogos, sendo cinco vitórias, três empates e três derrotas, conquistando 54,5% dos pontos.
Em 10 de março de 2016 foi contratado novamente pelo Taubaté.
No início de 2017, assume o Votuporanguense na disputa do Campeonato Paulista da Série A2.
Em março de 2017, assume o Villa Nova-MG para a sequência da disputa do Campeonato Mineiro e da Série D do Campeonato Brasileiro.
Em março de 2018, assume o Novorizontino para a Série D do Brasileiro.
No dia 02 de outubro de 2018, Ito Roque acertou com a Caldense pra comandar a equipe no Mineiro de 2019. Após a derrota de 2 a 0 ante a Patrocinense, equivalente a 3° rodada do Mineiro, o treinador anunciou e deixou o comando da veterana, após apenas três partidas, com dois empates e uma derrota.
Em 04 de fevereiro de 2019, Ito Roque confirmou o retorno ao Campeonato Mineiro desta vez para comandar a URT, o treinador já havia trabalhado na mesma competição no comando da Caldense na mesma temporada.
Em setembro de 2020, assume o Pouso Alegre Futebol Clube para a disputa do Módulo II do Campeonato Mineiro.
Em janeiro de 2021, foi contratado pelo Costa Rica-MS. No comando do clube, conseguiu o título estadual inédito em 2021. Saiu em abril, após 31 jogos, conseguindo 23 vitórias, 3 empates e 5 derrotas, 77% de aproveitamento dos pontos disputados.
Em abril de 2022, assume o Afogados na disputa da Série D do Campeonato Brasileiro. Deixou o clube em agosto, após a eliminação precoce na Série D. Comandou o clube em 16 jogos, com seis vitórias, seis derrotas e quatro empates e aproveitamento de 45,8%.
Em setembro de 2022, assume o lugar de Rogério Henrique no Pouso Alegre para a disputa do Módulo II do Campeonato Mineiro.
Em novembro de 2022, é anunciado pelo Juventus para comandar a equipe no Campeonato Paulista da Série A2 de 2023. Em 22 de fevereiro de 2023, deixou o clube.
Em 17 de março de 2023, assume o Uberlândia EC para a disputa do Módulo II do Campeonato Mineiro. Em 26 de junho foi demitido do clube, após 12 partidas, com cinco vitórias, três empates e quatro derrotas, conquistando 50% dos pontos disputados.
Em julho de 2023, retorna ao Mixto para a disputa da Copa FMF.

### Fluminense PI
Em 29 de abril de 2024 foi contratado pelo Fluminense PI para comandar o clube na Série D.

## Títulos
Penapolense
- Campeonato Paulista Série A-3: 2011

Taubaté
- Campeonato Paulista Série A-3: 2015

Pouso Alegre FC
- Campeonato Mineiro de Futebol - Módulo II: 2020

Costa Rica-MS
- Campeonato Sul-Mato-Grossense: 2021[52]